# Desplante

Paco Ojeda : desplante

Dans le monde de la tauromachie, le  desplante  (en espagnol : insolence) désigne une attitude de bravade du torero, une pose destinée à faire de l’effet et à obtenir du public des applaudissements.

## Présentation
C’est une attitude de défi du matador face au taureau, normalement en fin de faena. Le côté spectaculaire de cette attitude appelle presque toujours les applaudissements. Toutefois, elle n’est justifiée qu’en toute fin de faena, quand le taureau est dominé à l’évidence.
Certains matadors en abusent parfois en cours de faena, comme appel au public. Ce sont alors des desplantes « de mauvais goût », décriés par les puristes, et qui peuvent aller jusqu’à des gestes de familiarité : caresse de la tête, des cornes, tapotement sur le museau, etc. C’est un des défauts des matadors tremendistes. 
Toutefois, employé avec élégance le desplante peut avoir un certain panache. C’est le cas de ceux de Curro Romero et Paco Ojeda